# غوشناطية أليفة الكالسيوم
غوشناطية أليفة الكالسيوم (الاسم العلمي:Gochnatia calcicola) هي نوع من النباتات تتبع جنس الغوشناطية من الفصيلة النجمية.